# Виланова Маркезана
Виланова Маркезана (итал. Villanova Marchesana) је насеље у Италији у округу Ровиго, региону Венето.
Према процени из 2011. у насељу је живело 373 становника. Насеље се налази на надморској висини од 3 м.

## Становништво
| 1931. | 1936. | 1951. | 1961. | 1971. | 1981. | 1991. | 2001. | 2011. |
| ----- | ----- | ----- | ----- | ----- | ----- | ----- | ----- | ----- |
| 3.221 | 3.246 | 3.573 | 2.314 | 1.446 | 1.255 | 1.105 | 1.038 | 1.000 |